# Enduro
Enduro (iz ang. "endurace" - vzdržjivost) je motociklistični šport pri katerem tekmovalci večinoma dirkajo na izvencestnem (offroad) terenu in preko različnih ovir. Enduro motorna kolesa so podobna kot za motokros, vendar so drugačna pravila in nekatere komponente se razlikujejo. V tekmovanju World Enduro Championship je več etap in se tekmuje na čas (time trial). Na svetovnem prvenstvu mora biti proga vsaj 200 km dolga, asfalta je lahko do največ 30%.
Nekateri proizvajalci Enduro motornih koles: Honda, KTM, Gas Gas, Kawasaki, Suzuki in drugi.

## Znani Enduro vozniki
| - Mika Ahola - 5-kratni svetovni prvak - Samuli Aro - 5-kratni svetovni prvak - Dick Burleson - 8-kratni prvak AMA - Andy Caldecott - Iván Cervantes - 3-kratni svetovni prvak - Carl Cranke - - Paul Edmondson - 4-kratni svetovni prvak - Anders Eriksson - 7-kratni svetovni prvak - David Knight - 2-kratni svetovni prvak - Mike Lafferty - Fabrizio Meoni - zmagovalec relija Dakara | - Stefan Merriman - 4-kratni svetovni prvak - Stéphane Peterhansel - zmagovalec relija Dakara in večkrat svetovni prvak - Xavier Pons - Mario Rinaldi - 4-kratni svetovni prvak - Richard Sainct - zmagovalec relija Dakara - Giovanni Sala - 6-kratni svetovni prvak - Juha Salminen - 12-kratni svetovni prvak - Petteri Silván - 5-kratni svetovni prvak - Malcolm Smith - Kari Tiainen - 7-kratni svetovni prvak - Billy Uhl |